# Vulkanologie

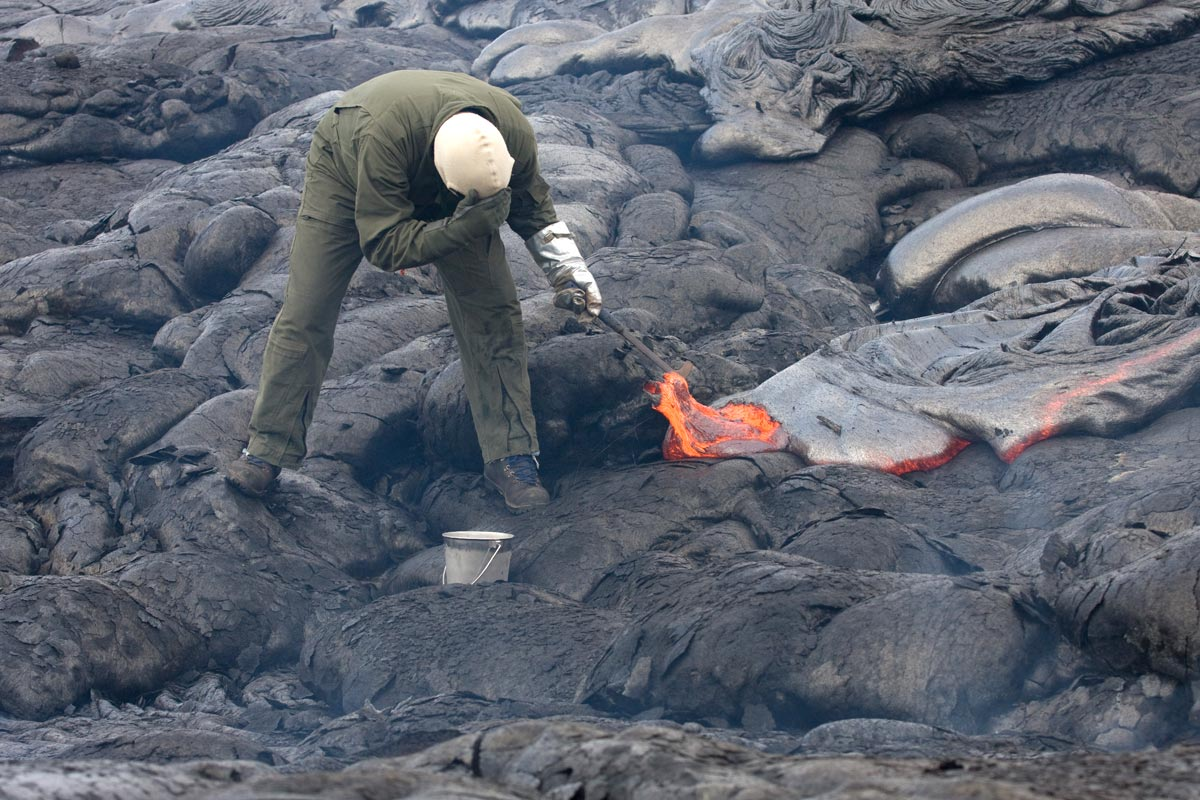
Ein Vulkanologe entnimmt eine Lavaprobe

Vulkanologie ist die Wissenschaft, die sich mit der systematischen Erforschung der Vulkane bzw. den Erscheinungen des Vulkanismus beschäftigt. Sie ist eine Teildisziplin der Geologie. Eines ihrer Hauptziele ist die Vorhersage von Vulkanausbrüchen, meist wird dies in staatlichen Vulkanobservatorien betrieben.

## Bereiche
- Experimentelle Vulkanologie, die seit den 1970er Jahren als neue Forschungsrichtung etabliert (Bayreuth, Hannover, Tübingen, Kiel, München) wurde, insbesondere um Gefährdungspotentiale zu erforschen.
- Physische bzw. Physikalische Vulkanologie, die sich mit den grundlegenden physikalischen Prozessen des Vulkanismus beschäftigt, siehe auch Physische Geographie und Geophysik

## Bedeutende Vulkanologen
- Plinius der Jüngere (zwischen 61 und 62–um 113 oder 115)
- Jean-Étienne Guettard (1715–1786)
- Barthélemy Faujas de Saint-Fond (1741–1819)
- Nicolas Desmarest (1725–1815)
- François Dominique de Reynaud de Montlosier (1755–1838)
- Friedrich Hoffmann (1797–1836)
- Constant Prévost (1787–1856)
- Alexander von Humboldt (1769–1859)
- Leopold von Buch (1774–1853)
- Karl von Seebach (1839–1880)
- Hans-Ulrich Schmincke (1937–2024) – Träger des Leibniz-Preises der Deutschen Forschungsgemeinschaft
- Antoine Lacroix (1863–1948)
- Katia Krafft (1942–1991)
- Maurice Krafft (1946–1991)
- David A. Johnston (1949–1980)
- Harry Glicken (1958–1991)
- Stanley N. Williams (* 1951)
- Immanuel Friedlaender (1871–1948)
- Alfred Rittmann (1893–1980)
- Keiiti Aki (1930–2005)
- Haroun Tazieff (1914–1998)